# 아카타니선
아카타니선(일본어: 赤谷線)은 니가타현 시바타시의 시바타 역과 히가시아카타니 역을 잇던 일본국유철도(국철)의 철도 노선(지방교통선)이다. 1980년 성립된 국철 재건법이 규정하는 제1차 특정지방교통선으로 분류되어 1984년 폐지되었다.

## 역사
시바타 - 아카타니 구간은 아카타니 부근에서 생산되는 철광석의 운송을 위해 관영 제작소의 전용선으로서 1920년(1922년 12월이라는 설도 있다)에 부설되었다. 제1차 세계 대전 후의 불황으로 사용되지 않고 방치되어 있다가 지역의 요청으로 철도성이 1925년에 무상으로 양도받아 아카타니선이라는 이름으로 개업했다.
아카타니 - 히가시아카타니 구간은 철광석의 재개발을 위해 1941년 연장 개통된 것으로, 히가시아카타니 역에는 광산에서 철광석을 퍼올리는 시설이 설치되었다. 히가시아카타니 역은 33퍼밀의 급구배를 올라가야 했기 때문에 국철에서 유일한 스위치 백 방식의 종착역이었다.

### 연표
- 1920년 : 시바타 - 미노이리자와(아카타니) 구간이 농상무성 제철소 전용선으로서 개통되었다(1925년 4월 상공성이 발족하며 상공성으로 이관되었다).
- 1925년 11월 20일 : 상공성 제작소 전용선의 일부를 무상 양도해 시바타 - 아카타니 구간(14.1km)를 아카타니선으로서 신규 개업했다. 이지미노 역·요네쿠라 역·아카타니 역이 개업했다.
- 1941년 6월 1일 : 아카타니 - 히가시아카타니 구간(4.8km)를 연장 개통했다. 히가시아카타니 역이 신설되었다.
- 1955년 3월 : 연선의 기타칸바라군 이지미노 촌과 요네쿠라 촌·아카타니 촌이 모두 시바타 시로 편입되면서 전선이 시바타 시내로 들어가게 되었다.
- 1963년 11월 15일 : 신에구치 역과 신야먀우치 역이 개업했다.
- 1973년 6월 4일 : 히가시추갓코마에 임시 승강장이 개업했다.
- 1981년 9월 18일 : 제1차 특정지방교통선으로 폐지가 승인되었다.
- 1984년
  - 1월 20일 : 전 구간에서 화물 영업이 폐지되었다.
  - 4월 1일 : 전 구간(18.9km)가 폐지되었다.

## 역 목록
모든 역이 니가타현 시바타시에 소재한다.
| 역명                         | 일본어 역명        | 접속 노선             | 역간 거리 | 누적 거리 |
| ---------------------------- | ------------------ | --------------------- | --------- | --------- |
| 시바타                       | 新発田             | 우에쓰 본선·하쿠신 선 | 0.0       | 0.0       |
| 히가시추갓코마에 임시 승강장 | 東中学校前仮乗降場 |                       | (2.9)     | (2.9)     |
| 이지미노                     | 五十公野           | 2.2                   | 4.1       |           |
| 신에구치                     | 新江口             | 2.4                   | 6.5       |           |
| 요네쿠라                     | 米倉               | 2.0                   | 8.5       |           |
| 신야마우치                   | 新山內             | 2.7                   | 11.2      |           |
| 아카타니                     | 赤谷               | 2.9                   | 14.1      |           |
| 히가시아카타니               | 東赤谷             | 4.8                   | 18.9      |           |

## 폐지 후의 상황
아카타니 선은 폐지 후 병행하는 니가타 현도 14호 시바타쓰가와 선을 경유하는 니가타 교통의 노선 버스로 전환되었다. 노선은 그대로 운행했지만, 열차의 폐지분만큼 증발이 이루어졌다. 또한 선로나 설비등은 일부를 제외하고 모두 철거되었으며, 자전거 도로 및 보행자 도로로 정비되었다.
노선 버스의 운행 업무는 당초 니가타 교통이 맡고 있었지만 그 후 2002년 지역 자회사인 니가타 교통 키타로 이관되었다. 그리고 2007년 니가타 교통의 지역 자회사 3개 회사가 통합되면서 니가타 교통 관광 버스로 이관되었다. 운행 업무 담당은 운행 개시 이래 시바타 영업소가 맡고 있으며, 계통 정리나 감편에 의해 변경된 노선은 아래 노선과 계통에 의해 운행되고 있다(2009년 10월 현재).
- (아카타니 선)히가시아카타니 발착
  - 시바타 영업소 - 시바타 역앞 - 시바타 고교앞 - 이지미노 - 요네쿠라 - 고도이리구치 - 야마우치 - 아카타니 연락소앞 - 야미네바시 - 히가시아카타니

평일은 4왕복, 토휴일은 시바타발 6편, 히가시아카타니발 4편이 운행되고 있다. 12월 1일부터 3월 말(눈이 녹을때까지)까지의 동계 기간에는 히가시아카타니까지 들어가지 않고, 한정거장 전인 야미네바시에서 되돌림 운행을 한다.
- (아카타니 선)고도 경유 히가시아카타니 발착
  - 시바타 영업소 - 시바타 역앞 - 시바타 고교앞 - 이지미노 - 요네쿠라 - 고도이리구치 - 고도 - 고도이리구치 - 야마우치 - 아카타니 연락소앞 - 야미네바시 - 히가시아카타니

평일에만 시바타발 저녁 1편, 히가시아카타니발 아침 1편이 운행된다. 토휴일은 운휴한다. 또한 동계 기간에는 야미네바시에서 되돌림 운행을 한다.
- (아카타니·신타니 선)
  - 시바타 영업소 - 시바타 역앞 - 시바타 고교앞 - 이지미노 - 요네쿠라 - 고도이리구치 - 야마우치 - 아카타니 연락소앞 - 나카모기 - 신타니

평일 3왕복 운전으로 토휴일에는 운휴한다.